# Назаров, Валерий Львович
Валерий Львович Назаров (род. 11 сентября 1955, Мичуринск, Тамбовская область) — советский и российский чиновник, бывший руководитель Федерального агентства по управлению федеральным имуществом, генеральный директор АО «Росагролизинг» (до августа 2018).

## Биография
В 1972—1973 Назаров работал токарем на Мичуринском заводе им. В. И. Ленина.
До 1975 года учился в Таллинском мореходном училище, в котором «аккуратно посещал все комсомольские собрания».
В 1975—1981 был комсомольским работником, а также работал в Мичуринском отд. Юго-Восточной ж. д. (1977—1978). Назаров активно сотрудничал с Комитетом госбезопасности, занимаясь слежкой за прибалтийскими диссидентами.
Занимал руководящие должности в Министерстве связи Эстонии (1981—1994).
Заочно окончил Ленинградский электротехнический институт связи им. М. А. Бонч-Бруевича по специальности «Многоканальная электрическая связь» (1985) и Институт государственной службы СЗКЦ при Правительстве РФ по специальности «Государственное и муниципальное управление» (1993).
Начальник регистрационно-информационного департамента, зам. генерального директора СПбГУ «Городское жилищное агентство» (1994—1995).
Главный регистратор-директор Государственного учреждения юстиции «Городское бюро регистрации прав на недвижимость» (1995—1999). Непосредственным начальником Назарова был Михаил Маневич (убит в 1997 году).
Окончил Российскую академию государственной службы при Президенте РФ по специальности «Юриспруденция» (1998).
Участвовал в разработке Федерального закона «О государственной регистрации прав на недвижимое имущество и сделок с ним» (1997) и «Правил ведения Единого государственного реестра прав на недвижимое имущество и сделок с ним» (1998).
В 1999 году Назаров возглавил Комитет по управлению городским имуществом СПб (КУГИ). Назаров получил должность только со второго раза (в первый раз петербургские парламентарии проголосовали против него).
Получила огласку в СМИ попытка Назарова получить контроль над стадионом «Петровский», в то время принадлежащем футбольному клубу «Зенит». Руководство клуба обратилось в суд, который после длительного разбирательства вынес решение в пользу КУГИ, возглавляемого Назаровым.
В 2000 году защитил кандидатскую диссертацию на тему «Государственное регулирование рынка недвижимости в условиях крупного города на основе методов экономической оценки».
Летом 2001 году депутаты местного Законодательного собрания вынесли вице-губернатору Назарову вотум недоверия. Причиной стал скандал, связанный с продажей городской собственности. Один из инициаторов вотума депутат Заксобрания Алексей Ковалев заявил, что Назаров «вводил общественность в заблуждение». Несмотря на вотум недоверия, Назаров сохранил должность, что в СМИ связывают с влиянием руководителя думской фракции «Единство» Владимира Пехтина.
В 2000—2003 — вице-губернатор Санкт-Петербурга — председатель КУГИ. Курировал деятельность Комитета по земельным ресурсам и землеустройству, руководил работой городской Комиссии по недвижимости при Правительстве СПб. Член коллегии Министерства имущественных отношений РФ (с 2000). Участвовал в создании новой концепции по управлению недвижимостью СПб (утверждена в 2001).
С января по март 2004 — заместитель руководителя Администрации Президента РФ, начальник Главного контрольного управления Президента РФ.
С марта 2004 по май 2008 года — руководитель Федерального агентства по управлению федеральным имуществом.
25 мая 2004 года Иркутская областная прокуратура возбудила в отношении Назарова производство по поводу неисполнения законного требования прокурора о вмешательстве в ситуацию на Киренской и Алексеевской РЭ.
Автор статей и научных публикаций по проблемам создания региональных и городских систем регистрации прав на недвижимость, разработал специализированную информационно-коммуникационную систему. Член Совета директоров ОАО «РЖД» (с 2004).
Действительный государственный советник РФ 1 класса (2007).
Академик Санкт-Петербургской инженерной академии, председатель Комиссии по недвижимости при Правительстве СПб, член Экспертного совета по недвижимости Государственной Думы Федерального Собрания РФ.
С 10 февраля 2010 по август 2018 являлся генеральным директором АО «Росагролизинг»

## Обвинения в коррупции
По данным газеты «Московские новости», Назаров входил в «список Собчака» — неофициальный список должностных лиц, получивших в 1995 году право приобрести элитное муниципальное жилье в 5 раз ниже стоимости.
По сообщению «Новой газеты», четырёхлетняя работа Валерия Назарова в должности руководителя КУГИ «сопровождалась множеством скандалов», в частности, связанных с «сомнительными» сделками по продаже муниципальной недвижимости. Потери городского бюджета из-за одной из сделок составили около четырёх млрд.руб. В соответствии с отчетом председателя Счетной палаты Сергея Степашина, возглавляемый Валерием Назаровым КУГИ «за бесценок» продал 40-процентный пакет акций пятизвездочной гостиницы «Европа Отель». Степашин отметил, что «[столько] должен стоить не весь госпакет гостиницы, а в лучшем случае только один из её номеров».
По данным газеты «Коммерсантъ», Назаров организовал «затяжную войну» за вхождение чиновников в совет директоров ОАО «Морской порт Санкт-Петербург».
По мнению депутата Игоря Артемьева, деятельность КУГИ под руководством Назарова характеризовалась «отсутствием прозрачности» и «юридически необоснованными действиями».
С 1 апреля 2011 года Росагролизинг под руководством Назарова начал продажу техники фермерским хозяйствам, на что государством было выделено 3,7 миллиарда рублей. Часть техники, уже купленной фермерами, до них не дошла. Проверка деятельности Росагролизинга Генеральной прокуратурой России показала, что купленная техника была незаконна передана другим предприятиям в лизинг, одна и та же техника была продана дважды, были нарушены требования ст. 895 Гражданского кодекса Российской Федерации и условия договора. В конце апреля Назаров официально признал, что 158 единиц техники из предусмотренных 6150 «куда-то пропали». Депутат Государственной думы Владимир Семенов в качестве объяснения произошедшего назвал «коррупционные связи».

## Личная жизнь
Мастер спорта по волейболу. Женат, двое детей (сын и дочь).

## Награды
- Награждён орденами: Дружбы (2004), «За заслуги перед Отечеством» IV степени (2006), «За заслуги перед Отечеством» III степени (2020).